# آباچری
آباچری (به لاتین: Abacheri) در اریتره است که در southern red sea region واقع شده‌است.